# Boody
Boody es un lugar designado por el censo ubicado en el condado de Macon en el estado estadounidense de Illinois. En el Censo de 2010 tenía una población de 276 habitantes y una densidad poblacional de 104,89 personas por km².

## Geografía
Boody se encuentra ubicado en las coordenadas 39°45′56″N 89°2′50″O / 39.76556, -89.04722. Según la Oficina del Censo de los Estados Unidos, Boody tiene una superficie total de 2.63 km², de la cual 2.63 km² corresponden a tierra firme y (0%) 0 km² es agua.

## Demografía
Según el censo de 2010, había 276 personas residiendo en Boody. La densidad de población era de 104,89 hab./km². De los 276 habitantes, Boody estaba compuesto por el 99.64% blancos, el 0.36% eran afroamericanos, el 0% eran amerindios, el 0% eran asiáticos, el 0% eran isleños del Pacífico, el 0% eran de otras razas y el 0% pertenecían a dos o más razas. Del total de la población el 0% eran hispanos o latinos de cualquier raza.